# Ali-Ben Bongo Ondimba

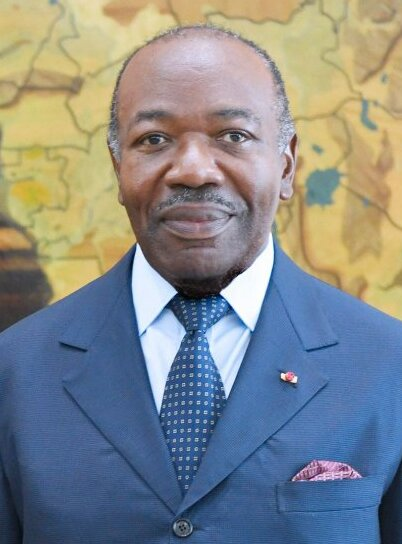
Ali-Ben Bongo Ondimba (2022)

Ali-Ben Bongo Ondimba (* 9. Februar 1959 in Brazzaville (Mittelkongo) als Alain Bernard Bongo) ist ein gabunischer Politiker. 2009 wurde er als Nachfolger seines Vaters Omar Bongo zum Präsidenten gewählt, und am 16. Oktober 2009 im Amt vereidigt. 2016 wurde er unter umstrittenen Umständen wiedergewählt. Er entstammt der Bateke-Minderheit. Am 30. August 2023 wurde er durch einen Militärputsch abgesetzt und durch den Übergangspräsidenten Brice Clotaire Oligui Nguema ersetzt.

## Leben und Wirken
1973 konvertierte Bongo zum Islam und nahm den Vornamen Ali-Ben an. Er studierte Rechtswissenschaften an der Pariser Sorbonne, bevor er sich in den 1980er Jahren der Politik zuwendete und im Büro des Staatspräsidenten, seines Vaters, mitarbeitete. Von 1989 bis 1991 war er Außenminister des Landes. Er wurde innerhalb der  Gabunischen Demokratischen Partei dem reformerischen Flügel zugerechnet. Eine 1991 verabschiedete Verfassungsänderung, die das Mindestalter für Minister auf 35 Jahre festsetzte, zwang ihn zum Ausscheiden aus der Regierung.

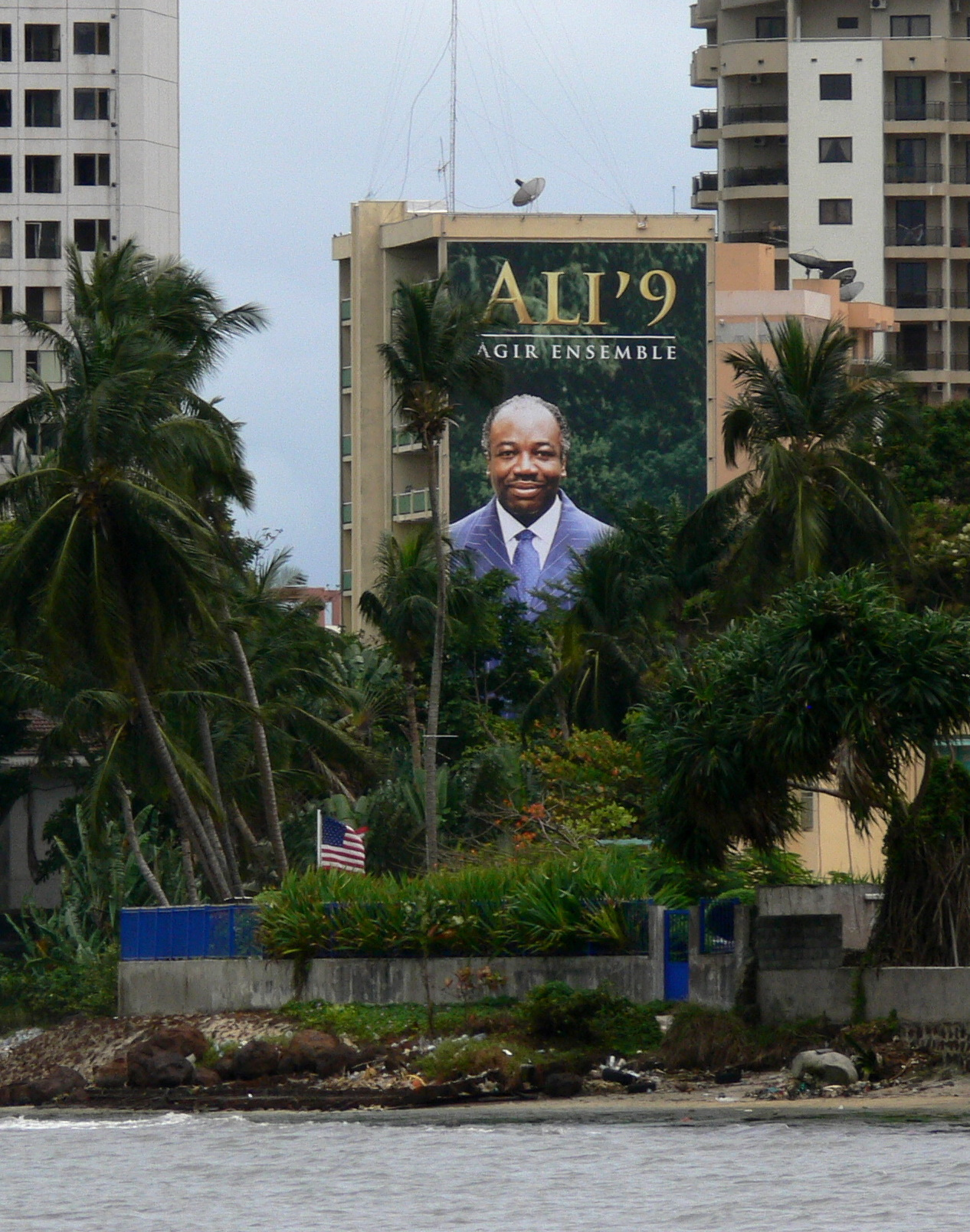
Wahlwerbung Bongos zur Wahl 2009 in Libreville

Bei den Parlamentswahlen 1990 und 1996 wurde er in die Nationalversammlung von Gabun gewählt. 1999 wurde er Verteidigungsminister. Dieses Amt bekleidete er bis im September 2009, als er mit 41,7 % der Stimmen zum Staatspräsidenten von Gabun gewählt wurde. Seine Wahl führte zu Protesten von Oppositionsanhängern.
Er ist mit Sylvia Valentin verheiratet. Zusammen haben sie eine Tochter und zwei Söhne. Ein Sohn, Noureddin Bongo Valentin (* 1992), belegte von  2019 bis September 2021 den Posten des Koordinators für Präsidentenangelegenheiten. Bongo ist auch Musiker, der etliche Lieder für seine Mutter, die Sängerin und Trommlerin Patience Dabany, schrieb.
Im Jahr 2009 wurde er zum Großmeister der regulären Freimaurer-Großloge von Gabun gewählt, ein Amt, das auch sein Vater bekleidet hatte.
Seit dem 24. Oktober 2018 war Bongo für mehrere Monate nicht mehr in der Öffentlichkeit zu sehen. Nach einem Schwächeanfall oder Schlaganfall während eines Besuchs in Saudi-Arabien wurde er stationär behandelt.
Marie-Madeleine Mborantsuo, Präsidentin des Verfassungsgerichtes und Vertraute der Familie Bongo, fügte in der Verfassung einen umstrittenen Paragraphen ein, der den Vize-Präsidenten Pierre Claver Maganga Moussavou statt der Senatspräsidentin zum Vertreter Ali Bongos bis zu seiner Rückkehr bestimmte. Zu Neujahr 2019 war Bongo in einer Videoaufzeichnung wieder zu sehen, in der Öffentlichkeit trat er erst im August 2019 anlässlich des Nationalfeiertags wieder auf.
Am 7. Januar 2019 versuchten Offiziere in Libreville erfolglos, Bongo zu stürzen.

## Internationale Rezeption (Legitimation und Korruption)
Obwohl demokratisch gewählt, wird Bongo genau wie sein Vater vor ihm in den westlichen Demokratien häufig als Diktator betrachtet. Weil Ali-Ben Bongo seinem Vater nach dessen 41-jähriger Amtszeit direkt ins Präsidentenamt nachfolgte, beherrscht die Bongo-Familie den Gabun seit mittlerweile fast einem halben Jahrhundert und saugt das Land westlichen Medien zufolge in der Manier absolutistischer Monarchen seit jeher aus. Unter anderem weil die Bongo-Familie das Land im Gegensatz zu anderen afrikanischen Despoten stets aus Kriegen und Aufständen heraushalten konnte, kann sie sich bis heute an der Macht halten.
Während weiterhin rund 80 % der gabunischen Bevölkerung in Armut lebt, kaufte Bongo beispielsweise im Jahr 2010 für rund 100 Millionen Euro ein Stadtpalais in Paris. Obwohl Gabun ein sehr rohstoffreiches Land mit einer vergleichsweise niedrigen Bevölkerungszahl ist, kommt vom natürlichen Reichtum des Landes bis heute fast nichts bei der Bevölkerung an, während Ali-Ben Bongo derzeit als einer der reichsten Menschen der Welt gilt. So sind die Infrastruktur sowie das Gesundheits- und Bildungssystem des Landes weiterhin marode. Bezüglich seiner „demokratischen Legimitation“ wird Bongo außerdem kontinuierlich ein massiver Wahlbetrug nachgesagt.
2008 wurde Bongo von Transparency International verklagt, nachdem zahlreiche Privatkonten bei französischen Banken aufgetaucht waren, über die Bongo Einnahmen aus dem Handel mit gabunischen Rohstoffen in seinen eigenen Geldbeutel fließen lässt. Die Ermittlungen verliefen jedoch im Sande.
2009 soll sich Bongo für insgesamt ca. 500.000 Euro zwei Ferraris gekauft sowie für seine Tochter eine Mercedes-Limousine erworben haben, was etwa zur Hälfte aus der Staatskasse Gabuns bezahlt wurde. Allein der Präsidialetat Bongos verbraucht jährlich 8,5 % des gesamten Staatshaushalts (Stand 2009), wofür Bongo US-Ermittlern zufolge mindestens seit dem Jahr 2000 ein Geheimkonto bei der Citibank nutzt.
2013 durchsuchte die französische Polizei im Zusammenhang mit Korruptions- und Unterschlagungsvorwürfen eine sich in Bongos Besitz befindliche Villa in Nizza. Diesbezüglich wurde erneut verlautbart, dass Bongo möglicherweise fortwährend und in erheblichem Maße Gelder des gabunischen Staates für private Zwecke veruntreut. So soll Bongo seit jeher rund 25 % der Erdöleinnahmen des Landes für private Zwecke verwenden. Kamerunischen Medien zufolge besitzt die Bongo-Familie allein in Frankreich mindestens 39 Anwesen. Bereits 1999 hatte eine Untersuchung des Senats der  Vereinigten Staaten ergeben, dass Bongo allein in den USA insgesamt ca. 130 Millionen US-Dollar an Privatvermögen auf diversen Banken deponiert hat, das größtenteils aus staatlichen Einnahmen stammen soll. Französische Ermittler deckten zudem auf, dass Ali-Ben Bongo von Elf Aquitaine rund 50 Millionen Euro pro Jahr erhält.
Bereits kurz nach der Wahl des Gabuners Pierre-Emerick Aubameyang zu Afrikas Fußballer des Jahres im Januar 2015 wurden seitens diverser Medien Vorwürfe laut, Bongo habe in diesem Zusammenhang Juroren des Kontinentalverbandes bestochen.
Im Oktober 2021 wird Ali Bongo in den Pandora Papers zitiert, Bongo wäre Nutznießer zweier inzwischen aufgelöster Unternehmen gewesen.
Er ist ein enger Verbündeter Frankreichs und befürwortet die französische militärische Präsenz in Gabon. So verbot er 2022 Protestdemonstrationen in Libreville gegen die französischen Militärbasen.

## Präsidentschaftswahl 2016
Bei der Präsidentschaftswahl Ende August 2016 besiegte Bongo den international als ernsthaften Herausforderer betrachteten Jean Ping laut offiziellen Regierungsangaben mit einem hauchdünnen Vorsprung von etwa 5000 Stimmen. Nachdem Ping in fast allen anderen Provinzen des Landes mehr Stimmen als Bongo erhalten hatte, verzögerte sich die Auszählung der Stimmen in der Provinz Haut-Ogooué, der Heimatregion Bongos, auffällig lange. Letztendlich stimmten laut offiziellen Angaben 95,46 % der Wähler dieser Provinz für Bongo, so dass dieser noch an Ping vorbeiziehen konnte. Dabei lag die Wahlbeteiligung in Haut-Ogooué offiziell bei 99,9 %, während die anderen Provinzen des Landes eine durchschnittliche Wahlbeteiligung von nur rund 48 % aufwiesen.
Nach der Bekanntgabe des offiziellen Ergebnisses kam es im ganzen Land, besonders aber in der Hauptstadt Libreville, zu Aufständen gegen Bongo mit zahlreichen Toten und Verletzten. Über 1000 Personen wurden durch die Machthaber verhaftet. Daraufhin forderten die EU, die ehemalige Kolonialmacht Frankreich, die USA und viele weitere internationale Instanzen und Organisationen eine detaillierte Veröffentlichung der Wahlergebnisse pro Wahllokal und, insbesondere für die Provinz Haut-Ogooué, eine komplette Neuauszählung der Stimmen.
Bezüglich der offiziellen Wahlbeteiligung in Haut-Ogooué hob die EU hervor, dass, wenn dies tatsächlich zuträfe, nur 47 Wahlberechtigte in der gesamten Provinz nicht von ihrem Wahlrecht Gebrauch gemacht hätten – hinsichtlich der größtenteils unzulänglichen bzw. maroden Infrastruktur von Gabun ist dies eigentlich kaum vorstellbar. Deshalb wurde im Allgemeinen von einem massiven Wahlbetrug durch Bongo ausgegangen. Sämtliche Forderungen nach der Veröffentlichung detaillierter Wahlergebnisse oder gar einer Neuauszählung der Stimmen wurden von Bongo aber zurückgewiesen. Ende September bestätigte das Verfassungsgericht die Wiederwahl endgültig.

## Kontroverse um Abstammung
Seit vielen Jahren kursiert nicht nur in Gabun, und dort nicht nur in der politischen Opposition, das Gerücht, Ali-Ben Bongo Ondimba sei nicht der leibliche Sohn seines Vaters und Vorgängers Omar Bongo. Stattdessen wird kolportiert, Bongo stamme in Wahrheit aus dem nigerianischen Biafra, und wurde dann in den frühen 1960er Jahren als Kleinkind in der Demokratischen Republik Kongo von Omar Bongo adoptiert. Die Tatsache, dass laut gabunischer Verfassung die Nachfahren von Personen, die durch Adoption die gabunische Staatsbürgerschaft erworben haben, erst in der vierten Generation das Amt des Staatsoberhauptes wahrnehmen dürfen, befeuert diese Diskussion zusätzlich, zumal somit direkt die Legitimation Bongos als Staatschef in Frage gestellt werden kann. Bis heute hat sich Bongo nicht dazu entschieden, das seitens seiner Familie als Lüge bezeichnete Gerücht durch einen DNA-Test zu entkräften – eine Tatsache, die die Diskussion weiterhin aktiv sein lässt.